# Tara Fitzgerald
Pour les articles homonymes, voir Fitzgerald.
Tara Fitzgerald est une actrice britannique née le 18 septembre 1967 à Cuckfield, Sussex, Angleterre.

## Biographie
Tara Fitzgerald naît d'une mère irlandaise, Sarah Fitzgerald, et d'un père italien, Michael Callaby. Peu après sa naissance, sa famille déménage pour Freeport, aux Bahamas, où son grand-père, David Fitzgerald, était un juriste bien établi. Sa sœur, Arabella, naît là-bas, mais la famille revient à Londres alors que Tara a trois ans. Ses parents se séparent l'année suivante. Tara et sa sœur décident d'aller vivre chez leur tante Caroline (et son mari), à Clapham accompagnées de leur mère.
Alors que Tara est âgée de six ans, sa mère se remarie avec l'acteur irlandais Norman Rodway et sa demi-sœur, Bianca, vient au monde.  Un an plus tard, Norman Rodway et Sarah Fitzgerald divorcent.

## Vie privée

### Famille
- Petite-nièce de Geraldine Fitzgerald (1913 - 2005)
- Mariée à John Sharian (juillet 2001 - mai 2003 : divorce)

## Filmographie

### Cinéma
- 1991 : Hear My Song de Peter Chelsom : Nancy Doyle
- 1994 : Sirènes de John Duigan : Estella Campion
- 1995 : L'Anglais qui gravit une colline mais descendit une montagne de Christopher Monger : Betty
- 1995 : Un homme sans importance (A Man of No Importance) de Suri Krishnamma : Adele Rice
- 1996 : Les Virtuoses (Brassed off) de Mark Herman : Gloria
- 2001 : Tmavomodrý svět de Jan Svěrák : Susan Whitmore
- 2003 : Rose et Cassandra de Tim Fywell : Topaz Mortmain
- 2004 : Passage secret d'Ademir Kenović : Clara
- 2006 : In a Dark Place de Donato Rotunno :  Miss Grose
- 2014 : Exodus de Ridley Scott
- 2015 : Legend de Brian Helgeland
- 2016 : Una de Benedict Andrews : Andrea
- 2019 : Le Roi (The King) de David Michôd : Hooper
- 2023 :  Luther : Soleil déchu  de Jamie Payne : Georgette Robey

### Télévision
- 1992 : The Camomile Lawn (mini-série) : Polly
- 1994 : Fortitude (Fall from Grace) (téléfilm) : Catherine Pradier
- 1994 : Cadfael (série télévisée) : Iveta de Massard (saison 1, épisode 3)
- 1996 : The Tenant of Wildfell Hall (mini-série) : Mrs Helen Graham
- 1997 : Le prince, Shakespeare et moi (The Student prince) (téléfilm) : Grace
- 1998 : Frenchman's Creek (téléfilm) : Lady Dona St. Columb
- 2004 : Miss Marple (série télévisée) : Adelaide Jefferson (saison 1, épisode 1 : Un cadavre dans la bibliothèque)
- 2006 : Jane Eyre (mini-série) : Mrs Reed
- 2007 - 2011 : Meurtres en sommeil (Waking the Dead) (série télévisée) : Dr Eve Lockhart (42 épisodes)
- 2009 : U Be Dead : Debra Pemberton
- 2011 : The Body Farm (série télévisée) : Dr Eve Lockhart
- 2013 - 2015 : Le Trône de fer (Game of Thrones) (série télévisée) : Lady Selyse Baratheon
- 2016 : Meurtres au Paradis : Anouk Laban (saison 5 épisode 6: Un meurtre au menu)
- 2018 : Origin (série télévisée) : Belén Fabra
- 2018 : ABC contre Poirot (The ABC Murders) (mini-série)